# Марсик, Арман
Арман Марсик (фр. Armand Marsick; 20 сентября 1877, Льеж — 30 апреля 1959, Ла-Лувьер) — бельгийский дирижёр и композитор. Племянник Мартена Марсика.

## Биография
Отец Армана Луи Марсик (1843—1901) был скрипачом и в течение 47 лет играл в оркестре Льежской оперы. Первые уроки музыки Арман Марсик получил у своего отца, с десяти лет начал учиться в Льежской консерватории у Дезире Хейнберга, занимался также камерным ансамблем у Родольфа Массара и композицией у Сильвена Дюпюи. Окончил консерваторию по классу скрипки в 1897 году.
Затем некоторое время играл на скрипке в оркестре оперного театра Нанси (одновременно продолжая учиться композиции у Ги Ропарца), выступал как солист в Гавре, а в 1898 году обосновался в Париже, где благодаря протекции своего дяди занял пульт концертмейстера в Оркестре Колонна и в оркестре театра Опера-комик. После ряда уроков композиции с Шарлем Леневё и Венсаном д’Энди в начале нового столетия Марсик сочинил свои первые заметные произведения: сонату для скрипки и фортепиано (1900), Импровизацию и финал для виолончели с оркестром (1904), оперу «Исмаил» (1906), ряд песен.
В 1908 году по рекомендации Эдуара Колонна Марсик был приглашён в Афины, чтобы возглавить оркестр Афинской консерватории, по дороге обвенчавшись в Риме с Паолой Сампьери, дочерью Эдмы Бретон (1855—1941), певшей в 1870-е гг. на парижских оперных сценах. В Афинах Марсик проработал до 1922 года, дирижировал множеством концертов, провёл в 1920 г. юбилейный фестиваль к 85-летию Камиля Сен-Санса, написал оперу «Лара», симфоническую сюиту «Греческие картины» (фр. Tableaux Grecs; 1912) и ряд других произведений, записывал и обрабатывал музыкальный фольклор Греции и Эпира.
В 1922—1927 гг. Марсик работал в Бильбао, став первым руководителем Симфонического оркестра Бильбао и профессором новосозданной консерватории. После этого он вернулся в родной Льеж и в 1927—1942 гг. был профессором гармонии в Льежской консерватории, одновременно возглавляя (до 1939 г.) свой оркестр. Звёздным часом Марсика в роли дирижёра стали торжества 1933 года в честь открытия мемориальной доски его дяде Мартену: по этому случаю оркестр под управлением Армана Марсика исполнил концерт для трёх скрипок Антонио Вивальди, солировали Карл Флеш, Жак Тибо и Джордже Энеску. Композицией Марсик в поздние годы занимался меньше, однако его последние сочинения, Квартет для четырёх валторн и Три отрывка для симфонического оркестра, датированы 1950 годом.
Сын Армана Марсика Поль Луи Марсик (1916—1969) был виолончелистом и музыкальным педагогом, профессором гармонии в Монсской консерватории.